# Tomasz Asen Paleolog
Tomasz Asen Paleolog (gr. Θωμάς Ασάνης Παλαιολόγος, łac. Thomas Assanus Paleologus, zm. 1523?) – bizantyński uchodźca mieszkający w Królestwie Neapolu na początku XVI wieku.
Jego pochodzenie jest niepewne. Podawał się za potomka Paleologów i Asenów. Bulla papieża Pawła III z 1544 roku mówi o nim jako "byłym królu Koryntu w Morei" i "Panie Koryntu". Był organizatorem  antytureckiego buntu w Grecji w nieznanym miejscu i czasie. Przed 1506 rokiem osiedlił się w Królestwie Neapolu. W Neapolu był donatorem  pierwszej cerkwi prawosławnej w tym mieście - Chiesa dei Santi Pietro e Paolo dei Greci (1518). Kościół był powszechnie określany jako "kaplica Paleologów". Był ważnym ośrodkiem społeczności bizantyńskich wygnańców w Neapolu. Tomasz nie był aktywny podczas swojego wygania. Otrzymał przywileje od króla Ferdynanda. 